# Academy of Art University

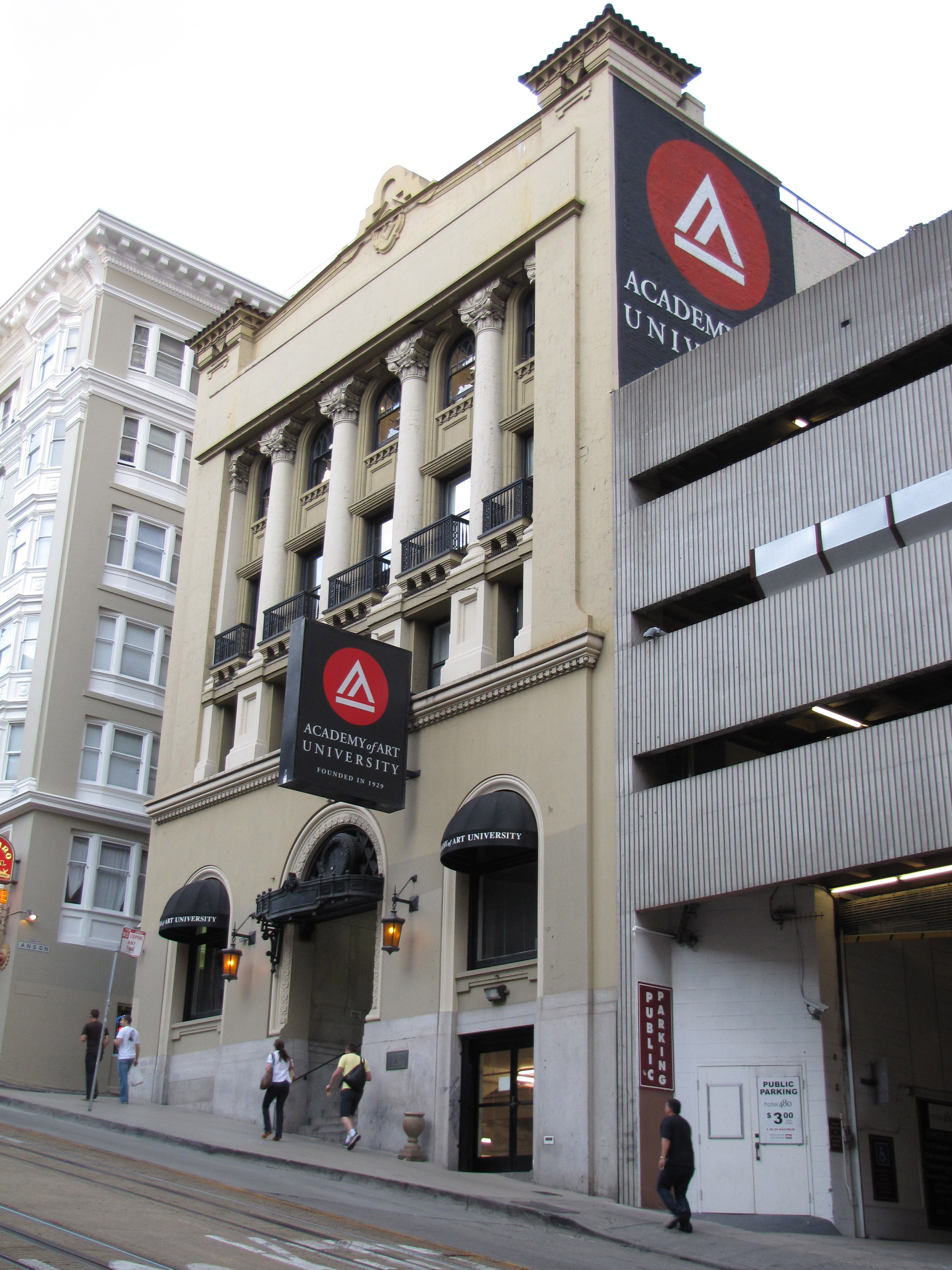
Het Powell-gebouw van de Academy of Art University in San Francisco.

De Academy of Art University is een particuliere universiteit en kunstacademie in San Francisco in de Amerikaanse staat Californië. De universiteit, die voorheen Academy of Art College heette, is het eigendom van het Stephens Institute en werkt met een winstmodel. Met meer dan 18.000 inschrijvingen is de Academy of Art University de grootste kunst- en designschool van de VS.
De universiteit geeft opleiding in meer dan 40 gebouwen verspreid over het oosten en zuiden van San Francisco. De universiteit is daarmee een van de grootste eigenaars van onroerend goed in de stad. Een aantal van de gebouwen zijn van historisch belang en zijn om die reden door de Academy aangekocht, om hen van vernietiging of herbestemming te vrijwaren.

## Alumni
Enkele bekende alumni van de Academy of Art University zijn:
- Lauren Conrad (1986), televisiepersoonlijkheid
- Lee Cheol-ha (1970), Zuid-Koreaans film- en videoregisseur en scenarioschrijver
- Chris Milk, fotograaf en regisseur van videoclips